# 二癈人
『二癈人』（にはいじん）は、江戸川乱歩の著した短編小説。1924年（大正13年）6月、『新青年』に掲載された。

## 登場人物
井原主人公。夢遊病という持病により殺人を犯した過去がある。
斎藤戦争で顔にひどい傷を負っている。

## あらすじ
湯治場で出会った井原と斎藤は世捨て人的な廃人同士として意気投合する。斎藤が顔の崩れた原因である戦場の話をしたあと、今度は井原が自己の隠棲した理由を語る。井原は小さい時から夢遊病であった。しばらくはおさまっていたが、学生となって東京に出てくると、それが再発したらしく、本人はまったく覚えがないのだが、同じ下宿内の者の物を盗んだり、夜中に墓場をうろつくようになってしまったのだという。そしてついに下宿の主人の老人を夢遊病の発作を起こしたときに殺してしまったのだった。盗まれた老人の財産が井原の部屋にあり、井原のハンカチが現場に落ちていた。素封家である親や、学友木村の尽力で、病気のため無罪となったが、それ以来、井原は社会復帰する気をなくし、こうして隠棲の人生を歩むようになったのだという。それを聞いて斎藤が、それは木村があなたの夢遊病であることを最初から利用し、目当ての老人殺しをあなたのせいにしたのではないかという。井原がありうることだとして愕然となると斎藤は辞す。井原は顔こそ崩れてしまったが斎藤こそ木村なのではないかと思う。

## 出版
- 春陽堂文庫 『心理試験』収録
- 角川文庫 『地獄の道化師』収録
- 新潮文庫『江戸川乱歩傑作選』収録
- 講談社　江戸川乱歩推理文庫『二銭銅貨』収録
- 創元推理文庫 『D坂の殺人事件』収録
- 光文社文庫 『屋根裏の散歩者』収録